# Novo Selo, Ruse
Novo Selo (în bulgară Ново село) este un sat în Obștina Ruse, Regiunea Ruse, Bulgaria.

## Demografie
Componența etnică a satului Novo Selo
     Bulgari (91,27%)
     Nicio identificare (8,03%)
     Altele (0,69%)
La recensământul din 2011, populația satului Novo Selo era de 1.157 locuitori. Din punct de vedere etnic, majoritatea locuitorilor (91,27%) erau bulgari. Pentru 8,03% din locuitori nu este cunoscută apartenența etnică.